# Rhysipolis enukidzei
Rhysipolis enukidzei är en stekelart som beskrevs av Vladimir Ivanovich Tobias 1976. Rhysipolis enukidzei ingår i släktet Rhysipolis och familjen bracksteklar. Inga underarter finns listade i Catalogue of Life.